# San Francisco de Becerra
San Francisco de Becerra es un municipio del departamento de Olancho en la República de Honduras.

## Toponimia
Su primer nombre fue San Francisco de Asís, cambiándosele por el que actualmente lleva en el momento de su fundación por vivir en la aldea un sacerdote católico de apellido Becerra que ejercía mucha influencia.

## Límites
| Orientación | Límite                             |
| ----------- | ---------------------------------- |
| Norte       | Municipio de Juticalpa, Olancho    |
| Norte       | Municipio de Santa María del Real, |
| Sur         | Municipio de Juticalpa, Olancho    |
| Sur         | Municipio de Patuca,               |
| Este        | Municipio de Santa María del Real, |
| Este        | Municipio de Catacamas, Olancho    |
| Oeste       | Municipio de Juticalpa, Olancho    |

Está situado al sureste de la cabecera del Departamento de Olancho, a 13 km lineales y cerca del Río Guayape.

## Historia
En 1657 (4 de octubre), la Aldea de San Francisco de Asís fue fundada por los clérigos fray Fernando de Espino, fray Pedro de Ovalle, Ovalle Bersuam y Lorenzo de Guevara. Según la historiadora Carmen Fiallos, era un incipiente punto de avanzada para el establecimiento de encomiendas y control indígena en la ribera este del Río Guayape.
En 1870, un señor muy acaudalado llamado José María Barahona, tenía un corral en el lugar que hoy ocupa la Iglesia Católica, y la señora Juana de Rojas, dueña de la Hacienda “el Oriental”, que quedaba a la orilla de la Quebrada Iscamile, a 3 km del pueblo, donó 3 caballerías de terreno, y construyó 2 corrales de madera en lo que hoy es el parque central. Según los registros, era mucho el apogeo ganadero, por lo que los nativos de San Francisco de Asís, y los forasteros y hacendados de los alrededores, viendo la fama de los corrales, comenzaron a llamarlo San Francisco del Corral, o San Francisco de Corrales.
En 1881, los pobladores de San Francisco de Corrales, comenzaron la construcción de la Iglesia Católica. La construcción duró 2 años, y la Iglesia se inauguró en la feria de San Francisco de 1882. El albañil encargado de la construcción fue el señor Marcos Cárcamo, y el encargado de hacer el artesón y el techo, fue el señor Julio Sosa.
En 1887, en el censo de población de 1887, hecho por el padre Antonio R. Vallejo en el gobierno del doctor Marco Aurelio Soto, figuraba como aldea de Juticalpa.
Entre los primeros pobladores, la historia registra el matrimonio de Juan Bautista y Catalina Canelas, después llegó un señor muy acaudalado llamado José María Barahona quien ya dijimos que tenía un corral en el lugar que actualmente ocupa la Iglesia Católica, y que era el padre del abogado Francisco Barahona, más tarde se establecieron las familias de Feliciano y Dionisio Erazo, Dionisio Padilla y Pedro Vindel.
En 1917, mediante solicitud hecha al ejecutivo por los señores Rafael Erazo, Miguel Cerrato, Jerónimo Henríquez y Sebastián Oliva; San Francisco de Corrales sería Municipio.
El Acta constitutiva del Municipio, dice, entre otras cláusulas las siguientes:

… por tanto el Presidente de la Republica en uso de las facultades que le confiere los Artículos 2,3 y 7 de la Ley Municipal Acuerda…
… Resolver… la creación del nuevo Municipio, que se denominará San Francisco de Becerra y estará compuesto de las Aldeas de San Luís y Laguna Seca…
… Disponer, que en forma legal se elijan el último Domingo del mes de Julio de 1917 las Autoridades del nuevo Municipio, para que se inaugure y tome posesión el 15 de Septiembre del presente año…
… COMUNIQUESE, Francisco Bertrand Presidente de la Republica.
Francisco José Mejía – Secretario de Gobernación y Justicia.

| Cargo                | Nombre                     |
| -------------------- | -------------------------- |
| Alcalde              | Salvador Alcántara Mendoza |
| Regidor Nº 1         | Cástulo Zapata             |
| Regidor Nº 2         | Jerónimo Oliva Henríquez   |
| Síndico Municipal    | José Irene Zapata          |
| Secretario Municipal | Alfonso Mejía Martínez     |
| Juez de Paz          | Manuel Gallo Martínez      |

El Palacio Municipal comenzó a funcionar en la casa de don Santiago Padilla, a una cuadra al norte del parque central y allí se instaló el Gobierno Municipal.
Al parecer la primera maestra que se encargó de enseñar las letras a los niños de San Francisco de Becerra, fue la señora Dominga Chirinos de Bonilla, madre del general Manuel Bonilla. Ella vivía en la Hacienda de La Roqueta, en la actual Aldea de Pueblo Viejo, a 4 km al sur del casco urbano municipal. 
En 1918, se instaló el Telégrafo siendo los primeros telegrafistas los señores Heriberto Girón Jácome y Vicente Cruz. Otro telegrafista que hubo en San Francisco fue el señor Carlos Zapata, en honor al cual se llama el parque central con ese nombre, esto en el año 2006.
En 1927, se fundó la Escuela “José Trinidad Reyes”, y los primeros maestros que dieron clases venían desde Juticalpa. 
En 1969, se reinauguró la escuela, dándole el nombre de Dominga Chirinos de Bonilla, en honor a la venerable primera maestra.

## División Política
Aldeas: 7 (2013)
Caseríos: 60 (2013)
| Código | Aldea                    |
| ------ | ------------------------ |
| 151801 | San Francisco de Becerra |
| 151802 | Bella Vista              |
| 151803 | El Guineo                |
| 151804 | Laguna Seca              |
| 151805 | Las Tres Ceibas          |
| 151806 | San Luis                 |
| 151807 | Santa Marta              |
| 151808 | El Higuerito             |

| Código | Caserío            |
| ------ | ------------------ |
|        | Santa Marta        |
|        | Vallecito          |
|        | Cerro Azul         |
|        | Los Planes         |
|        | La Danta           |
|        | Sabana Larga       |
|        | Colonia Lobo López |